# ولم (مجارستان)
ولم (به مجاری:  Velem) یک شهرداری در مجارستان است که در ناحیه کوسگ واقع شده‌است. ولم ۸٫۶۱ کیلومتر مربع مساحت و ۳۴۳ نفر جمعیت دارد.